# Copa de Campeones de la Concacaf 1984
La Copa de Campeones de 1984 fue la vigésima edición de la Copa de Campeones de la Concacaf, torneo de fútbol a nivel de clubes más importante de Norteamérica, Centroamérica y el Caribe organizado por la Concacaf. El torneo comenzó el 15 de marzo y culminó el 27 de febrero de 1985. Por primera vez participan clubes de Guayana Francesa, Panamá y  Guadalupe.
En la ronda final únicamente participarían 2 equipos; como el Guadalajara (de México) y el New York Pancyprian-Freedoms (de Estados Unidos) no se pusieron de acuerdo para disputar los partidos de la cuarta ronda de la Zona Norte/Centroamericana, y el ganador calificaría a la final, ambos fueron descalificados, por lo que el Violette AC de Haití fue declarado campeón ya que fue finalista en la Zona del Caribe.

## Equipos participantes
En cursiva los equipos debutantes en el torneo.
| País                          | Equipo                                            |
| ----------------------------- | ------------------------------------------------- |
| Haití 2 cupos                 | Violette AC Aigle Noir AC                         |
| México · 2 cupos              | CD Guadalajara Puebla FC                          |
| Estados Unidos 2 cupos        | New York Pancyprian-Freedoms Jacksonville Tea Men |
| El Salvador · 2 cupos         | CD FAS CD Águila                                  |
| Honduras 2 cupos              | CD Vida Club Broncos de la U.N.A.H.               |
| Antillas Neerlandesas 2 cupos | SU Brion Trappers SV Victory Boys                 |
| Guatemala · 2 cupos           | CSD Comunicaciones CSD Suchitepéquez              |
| Panamá · 2 cupos              | Chorrillo FC Chirilanco FC                        |
| Guayana Francesa 1 cupo       | ASL Sport Guyanais                                |
| Costa Rica · 1 cupo           | AD Sagrada Familia                                |
| Guadalupe 1 cupo              | ASAC Cygne Noir                                   |
| Bermudas 1 cupo               | Hotels International FC                           |

## Zona Norte/Centroamericana

### Primera ronda

#### Sagrada Familia - Suchitepéquez
| 15 de marzo de 1984 | Sagrada Familia | 0:0 | Suchitepéquez | Estadio Nacional, San José                          |  |
|                     |                 |     |               | Asistencia: 761 espectadores Árbitro(s): José Ramos |  |

| 1 de abril de 1984 | Suchitepéquez                         | 0:0 (3:5 p.)(Global 0:0)   | Sagrada Familia                               | Estadio Carlos Salazar Hijo, Mazatenango |  |
|                    |                                       | Tiros desde el punto penal |                                               |                                          |  |
|                    | González · Girón · Castillo · Claverí |                            | Hidalgo · Solano · González · Kenton · Bustos |                                          |  |

#### Puebla - Broncos UNAH
| 21 de marzo de 1984 | Broncos UNAH | 0:0 | Puebla | Estadio Nacional, Tegucigalpa |  |

| 25 de abril de 1984 | Puebla           | 2:1 (1:0) (Global 2:1) | Broncos UNAH | Estadio Cuauhtémoc, Puebla de Zaragoza |  |
|                     | Ramalho 30', 66' |                        | Drummond 52' |                                        |  |

#### Comunicaciones - FAS
| 25 de marzo de 1984 | Comunicaciones   | 1:1 (1:0) | FAS         | Estadio Mateo Flores, Ciudad de Guatemala |  |
|                     | Pérez 34' (pen.) |           | Rugamas 80' |                                           |  |

| 1 de abril de 1984 | FAS | 0:2 | Comunicaciones    | Estadio Óscar Quiteño, Santa Ana |  |
|                    |     |     | Pérez · Hernández |                                  |  |

#### New York Pancyprian-Freedoms - Hotels International
| Equipo Local Ida             | Resultado | Equipo Visitante Ida | Ida | Vuelta |
| ---------------------------- | --------- | -------------------- | --- | ------ |
| New York Pancyprian-Freedoms | w/o       | Hotels International | -   | -      |

- Hotels International abandonó el torneo. New York Pancyprian-Freedoms califica.

#### Guadalajara - Águila
| 8 de abril de 1984 | Águila            | 2:4 (1:0) | Guadalajara                                             | Estadio Cuscatlán, San Salvador                                 |                                                                 |
|                    | González 35', 55' |           | E. de la Torre 60' · Díaz 62' · Pajarito 80' · León 84' | Asistencia: 40000 espectadores Árbitro(s): Germán Orlando Palma | Asistencia: 40000 espectadores Árbitro(s): Germán Orlando Palma |

| 25 de abril de 1984                                               | Guadalajara                       | 3:0 (2:0) (Global 7:2) | Águila | Estadio Jalisco, Guadalajara |                          |
|                                                                   | Pérez 10' · Gómez 20' · Rivas 73' |                        |        | Árbitro(s): Robert Evans     | Árbitro(s): Robert Evans |
| El partido fue terminado al minuto 85' por pelea entre jugadores. |                                   |                        |        |                              |                          |

#### Jacksonville Tea Men - Chirilanco
| 21 de abril de 1984 | Chirilanco | 0:0 | Jacksonville Tea Men | Estadio del Empalme, Bocas del Toro |  |

| 28 de abril de 1984 | Jacksonville Tea Men                   | 4:0 (Global 4:0) | Chirilanco | Gator Bowl, Nueva York |  |
|                     | Berrío · Fall · Ralbovsky · Zivaljevic |                  |            |                        |  |

#### Vida - Chorrillo
| Equipo Local Ida | Resultado | Equipo Visitante Ida | Ida | Vuelta |
| ---------------- | --------- | -------------------- | --- | ------ |
| Vida             | w/o       | Chorrillo            | -   | -      |

- Chorrillo abandonó el torneo. Vida califica.

### Segunda ronda

#### Vida - Sagrada Familia
| 19 de mayo de 1984 | Vida       | 1:0 (1:0) | Sagrada Familia | Estadio Ceibeño, La Ceiba        |                                  |
|                    | Lacayo 36' |           |                 | Árbitro(s): Tomás Herrera García | Árbitro(s): Tomás Herrera García |

| 30 de mayo de 1984 | Sagrada Familia | 0:1 (0:0) (Global 0:2) | Vida       | Estadio Teodoro Picado, Hatillo |                                |
|                    |                 |                        | Zúñiga 75' | Árbitro(s): Juan Pablo Escobar  | Árbitro(s): Juan Pablo Escobar |

#### New York Pancyprian Freedoms - Puebla
| 17 de junio de 1984 | New York Pancyprian-Freedoms | 0:0 | Puebla | Hofstra Stadium, Nueva York |  |

| 19 de junio de 1984 | Puebla                 | 2:2 (1:1; 1:1) (2:4 p.)(Global 2:2) | New York Pancyprian-Freedoms      | Hofstra Stadium, Nueva York |  |
|                     | Brito 28' · López 110' |                                     | Kisonergis 30' · Christofi 95'    |                             |  |
|                     |                        | Tiros desde el punto penal          |                                   |                             |  |
|                     | Desconocido/s          |                                     | Desconocido/s · Christou · Touros |                             |  |

#### Guadalajara - Jacksonville Tea Men
| Equipo Local Ida | Resultado | Equipo Visitante Ida | Ida | Vuelta |
| ---------------- | --------- | -------------------- | --- | ------ |
| Guadalajara      | w/o       | Jacksonville Tea Men | -   | -      |

- Jacksonville Tea Men se retiró, Guadalajara califca.

### Tercera ronda
| 29 de septiembre de 1984 | New York Pancyprian-Freedoms | 1:1 | Vida   | Metropolitan Oval, Nueva York |  |
|                          | Martínez (a.g.)              |     | Carías |                               |  |

| 2 de octubre de 1984 | Vida   | 1:1 (3:5 p.)(Global 2:2) | New York Pancyprian-Freedoms | Shea Stadium, Nueva York |  |
|                      | Lacayo |                          | Onisifourou                  |                          |  |

| 30 de septiembre de 1984 | Comunicaciones | 0:0 | Guadalajara | Estadio Mateo Flores, Ciudad de Guatemala                        |  |
|                          |                |     |             | Asistencia: 18,000 espectadores Árbitro(s): Tomás Herrera García |  |

| 31 de octubre de 1984 | Guadalajara                                                 | 4:1 (2:0) (Global 4:1) | Comunicaciones | Estadio Jalisco, Guadalajara |  |
|                       | N. de la Torre 45', 70' · J. de la Torre 28' · Cárdenas 47' |                        | Álvarez 75'    |                              |  |

### Cuarta Ronda
| 22 de enero de 1985 | New York Pancyprian-Freedoms | - | Guadalajara | Los Angeles Memorial Coliseum, Los Ángeles |  |
| El partido se pospuso para ser jugado en marzo, pero el 27 de febrero, la Concacaf descalificó a ambos equipos por no jugar los partidos. |                              |   |             |                                            |  |

## Zona del Caribe

### Primera ronda
| Equipo Local Ida | Resultado | Equipo Visitante Ida | Ida   | Vuelta |
| ---------------- | --------- | -------------------- | ----- | ------ |
| Aigle Noir       | 0 - 1     | Victory Boys         | 0 - 0 | 0 - 1  |
| SUBT             | 1 - 1     | Cygne Noir           | 0 - 0 | 1 - 1  |

- SUBT y Cygne Noir fueron descalificados por motivos desconocidos.

### Segunda ronda
| Equipo Local Ida | Resultado | Equipo Visitante Ida | Ida   | Vuelta |
| ---------------- | --------- | -------------------- | ----- | ------ |
| Violette         | 6 - 0     | Victory Boys         | 3 - 0 | 3 - 0  |

### Tercera ronda
| Equipo Local Ida | Resultado | Equipo Visitante Ida | Ida   | Vuelta |
| ---------------- | --------- | -------------------- | ----- | ------ |
| Guyanais         | 2 - 2     | Violette             | 0 - 0 | 2 - 2  |

- Violette calificó por motivos desconocidos.

## Final
| Equipo Local Ida | Resultado | Equipo Visitante Ida         | Ida | Vuelta |
| ---------------- | --------- | ---------------------------- | --- | ------ |
| Violette         | -         | Guadalajara/N.Y. P.-Freedoms | -   | -      |

- El Guadalajara y New York Pancyprian-Freedoms no jugaron la última ronda de la zona norte/centroamericana, por lo que el Violette fue declarado campeón el 27 de febrero de 1985 porque no tuvo rival en la final.

| Violette Campeón 1.er título |